# Malthinus nigricolor
Malthinus nigricolor es una especie de coleóptero de la familia Cantharidae.

## Distribución geográfica
Habita en Panamá.